# Geoengineering

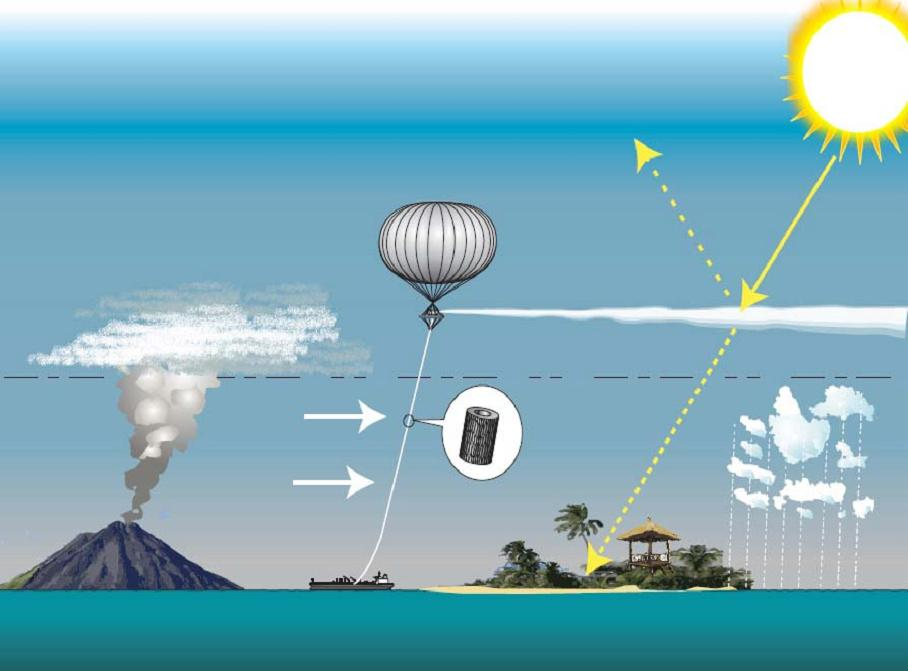
Förslag på hur man från en förankrad ballong kan släppa ut aerosoler i stratosfären och dämpa solljuset.

Geoengineering eller climate engineering är idéer, koncept, teorier och strategier om storskalig manipulation av jordens klimatsystem, oftast med syfte att begränsa negativa effekter av klimatförändringar.  Begreppet ska inte förväxlas med klimatanpassning, som istället handlar om anpassning av samhället i ett förändrat klimat.
Det finns många olika strategier som ryms i begreppet Geoengineering; dock kan de flesta koncepten kategoriseras till strategier som på något sätt minskar den inkommande solstrålningen som når jorden eller förändrar mängden växthusgaser i atmosfären.

## Kontroverser och kritik
Strategier som kan klassificeras som geoengineering är mycket kritiserade och anses ofta vara kontroversiella, mer eller mindre beroende på vilken typ av strategi och hur storskalig manipulationen av klimatsystemet är. Huvuddragen i kritiken mot geoengineering belyser osäkerheten i vilka miljömässiga, sociala, etiska, ekonomiska och politiska problem och risker som kan uppstå med att implementera strategier som manipulerar klimatsystemet på global nivå, främst när det kommer till hur detta påverkar lokala och regionala förutsättningar. Kritik mot Geoengineering rör även frågor om vem som ska finansiera, implementera och ansvara för projekten och eventuella problem som uppstår på grund av implementeringen av strategin. En del av kritiken anser att implementering av strategier som kan klassificeras som geoengineering också indirekt innebär att man förlänger samhällets beroende av fossila bränslen och således inte arbetar för en slutgiltigt hållbar lösning, man vill manipulera klimatsystemet enbart till den grad så att vi kan fortsätta att använda fossila bränslen.

## IPCC
FN:s klimatpanel IPCC nämner Geoengineering i sin fjärde och femte utvärdering. I den fjärde utvärderingen (2007) lyfts det fram att strategier som kan benämnas som Geoengineering fortfarande är väldigt outforskade, samt att eventuella risker och kostnader med en implementering av sådana strategier ännu inte är ordentligt genomarbetade. I den femte utvärderingen (2013) påpekas återigen risker och eventuella bieffekter av strategier som rör manipulering av klimatsystemet. Etiska, politiska och ekonomiska förutsättningar och risker är ej ordentligt undersökta och det råder stora kunskapsluckor om många av de strategier som förs fram inom Geoengineering. Det påpekas också att många strategier som återfinns inom begreppet Geoengineering ofta enbart löser eller handskas med en särskild del av klimatförändringarna. Även om IPCC förhåller sig kritiska och påvisar den kritik som konceptet har fått utstå, anser vissa att det innebär att Geoengineering trots allt får en slags legitimitet, just eftersom det lyfts fram av IPCC. I och med att det lyfts fram av en sådan tongivande aktör som IPCC har Geoengineering blivit en del av den vetenskapliga utvärderingen av vår kunskap om jordens klimatsystem och klimatförändringar och således även en del av klimatpolitiken.